# Glycyphana australiana
Glycyphana australiana är en skalbaggsart som beskrevs av Miksic 1971. Glycyphana australiana ingår i släktet Glycyphana och familjen Cetoniidae. Inga underarter finns listade i Catalogue of Life.